# Campionati mondiali di nuoto in vasca corta 2010 - 100 metri rana maschili
Le qualifiche per le semifinali si sono svolte la mattina del 15 dicembre 2010, mentre le semifinali si sono svolte la sera dello stesso giorno. La finale si è svolta la sera del 16 dicembre 2010.

## Medaglie
| Posizione | Atleta                | Paese     |
| --------- | --------------------- | --------- |
| Oro       | Cameron van der Burgh | Sudafrica |
| Argento   | Fabio Scozzoli        | Italia    |
| Bronzo    | Felipe França         | Brasile   |

## Record
Prima della manifestazione il record del mondo (RM) e il record dei campionati (RC) erano i seguenti:
| Record mondiale       | 55.61 | Cameron van der Burgh Sudafrica | 15 novembre 2009 Berlino, Germania     |
| Record dei campionati | 57.74 | Igor Borysik Ucraina            | 10 aprile 2008 Manchester, Regno Unito |

Durante la competizione sono stati migliorati i seguenti record:
| Data             | Evento        | Atleta                | Nazione     | Tempo | Record                |
| ---------------- | ------------- | --------------------- | ----------- | ----- | --------------------- |
| 15 dicembre 2010 | 11ª batteria  | Fabio Scozzoli        | Italia      | 57.60 | Record dei campionati |
| 15 dicembre 2010 | 2ª semifinale | Mihail Alexandrov     | Stati Uniti | 57.18 | Record dei campionati |
| 16 dicembre 2010 | Finale        | Cameron van der Burgh | Sudafrica   | 56.80 | Record dei campionati |

## Risultati batterie
| Pos. | Atleta                       | Nazionalità         | Tempo        | Batteria     | Corsia       | Note                  |
| ---- | ---------------------------- | ------------------- | ------------ | ------------ | ------------ | --------------------- |
| 1    | Fabio Scozzoli               | Italia              | 57.60        | 11           | 5            | Record dei campionati |
| 2    | Vladislav Polyakov           | Kazakistan          | 57.80        | 11           | 6            |                       |
| 3    | Mihail Alexandrov            | Stati Uniti         | 58.06        | 9            | 2            |                       |
| 4    | Mark Gangloff                | Stati Uniti         | 58.21        | 10           | 2            |                       |
| 5    | Dániel Gyurta                | Ungheria            | 58.31        | 10           | 4            |                       |
| 6    | Hugues Duboscq               | Francia             | 58.42        | 9            | 8            |                       |
| 7    | Naoya Tomita                 | Giappone            | 58.43        | 11           | 7            |                       |
| 8    | Stanislav Lakhtyukhov        | Russia              | 58.56        | 10           | 3            |                       |
| 9    | Felipe França                | Brasile             | 58.67        | 9            | 4            |                       |
| 10   | Brenton Rickard              | Australia           | 58.68        | 10           | 8            |                       |
| 11   | Cameron van der Burgh        | Sudafrica           | 58.69        | 10           | 6            |                       |
| 12   | Christian Sprenger           | Australia           | 58.79        | 9            | 7            |                       |
| 12   | Lennart Stekelenburg         | Paesi Bassi         | 58.79        | 9            | 1            |                       |
| 14   | Paul Kornfeld                | Canada              | 58.90        | 7            | 4            |                       |
| 15   | Shuai Wang                   | Cina                | 58.95        | 7            | 3            |                       |
| 15   | Giedrius Titenis             | Lituania            | 58.95        | 8            | 3            |                       |
| 17   | Hendrik Feldwehr             | Germania            | 58.97        | 11           | 2            |                       |
| 18   | Marco Koch                   | Germania            | 59.02        | 11           | 1            |                       |
| 19   | Igor Borysik                 | Ucraina             | 59.04        | 10           | 7            |                       |
| 20   | Martti Aljand                | Estonia             | 59.05        | 11           | 3            |                       |
| 21   | Damir Dugonjič               | Slovenia            | 59.19        | 10           | 5            |                       |
| 22   | Viatcheslav Sinkevich        | Russia              | 59.24        | 11           | 8            |                       |
| 23   | Warren Barnes                | Canada              | 59.42        | 7            | 5            |                       |
| 24   | Edoardo Giorgetti            | Italia              | 59.47        | 9            | 5            |                       |
| 25   | Jakob Jóhann Sveinsson       | Islanda             | 59.80        | 7            | 2            |                       |
| 26   | Tomas Klobucnik              | Slovacchia          | 59.86        | 8            | 6            |                       |
| 27   | Laurent Carnol               | Lussemburgo         | 59.92        | 8            | 1            |                       |
| 27   | Jakob Dorch                  | Svezia              | 59.92        | 8            | 8            |                       |
| 29   | Edgar Crespo                 | Panama              | 1:00.02      | 6            | 6            |                       |
| 30   | Slawomir Kuczko              | Polonia             | 1:00.08      | 8            | 2            |                       |
| 31   | Filipp Provorkov             | Estonia             | 1:00.23      | 7            | 7            |                       |
| 32   | William Grant Diering        | Sudafrica           | 1:00.28      | 7            | 6            |                       |
| 33   | V. Jorge Murillo             | Colombia            | 1:00.32      | 6            | 7            |                       |
| 33   | Yevgeniy Ryzhkov             | Kazakistan          | 1:00.32      | 10           | 1            |                       |
| 35   | Victor Vabishchevich         | Bielorussia         | 1:00.51      | 8            | 5            |                       |
| 36   | Nabil Kebbab                 | Algeria             | 1:00.70      | 7            | 8            |                       |
| 37   | Dmitriy Shvetsov             | Uzbekistan          | 1:00.82      | 4            | 3            |                       |
| 38   | Daniel Vacval                | Slovacchia          | 1:00.91      | 4            | 5            |                       |
| 38   | FUCÍK Tomás                  | Rep. Ceca           | 1:00.91      | 5            | 5            |                       |
| 40   | Bradley Ally                 | Barbados            | 1:00.93      | 6            | 3            |                       |
| 41   | Sverre Naess                 | Norvegia            | 1:00.94      | 8            | 4            |                       |
| 42   | David Oliver Mercado         | Messico             | 1:01.02      | 8            | 7            |                       |
| 43   | Sofiane Daid                 | Algeria             | 1:01.17      | 6            | 4            |                       |
| 44   | Ruipeng Xue                  | Cina                | 1:01.38      | 1            | 2            |                       |
| 45   | Daniel Coakley               | Filippine           | 1:01.66      | 1            | 5            |                       |
| 46   | Martin Melconian             | Uruguay             | 1:01.96      | 5            | 3            |                       |
| 47   | Wing Lim Eric Chan           | Hong Kong           | 1:02.00      | 6            | 5            |                       |
| 48   | Timothy Ferris               | Zimbabwe            | 1:02.03      | 5            | 6            |                       |
| 49   | Dmitrii Aleksandrov          | Kirghizistan        | 1:02.19      | 6            | 1            |                       |
| 50   | Malick Fall                  | Senegal             | 1:02.30      | 7            | 1            |                       |
| 51   | Vorrawuti Aumpiwan           | Thailandia          | 1:02.51      | 5            | 4            |                       |
| 52   | ChoYi Chen                   | Taipei cinese       | 1:03.09      | 6            | 2            |                       |
| 53   | Duan Le Kenneth Lim          | Singapore           | 1:03.18      | 6            | 8            |                       |
| 54   | Mubarak Al Besher            | Emirati Arabi Uniti | 1:03.23      | 4            | 6            |                       |
| 55   | Diego Santander              | Cile                | 1:03.33      | 5            | 8            |                       |
| 56   | Andrea Agius                 | Malta               | 1:03.38      | 4            | 8            |                       |
| 57   | Leopoldo Andara              | Venezuela           | 1:03.53      | 4            | 7            |                       |
| 58   | Hocine Haciane               | Andorra             | 1:03.57      | 3            | 6            |                       |
| 59   | QUIÑONEZ Juan Alberto Guerra | El Salvador         | 1:03.93      | 5            | 2            |                       |
| 60   | Sergiu Postica               | Moldavia            | 1:04.28      | 5            | 7            |                       |
| 61   | Jourdy Martis                | Antille Olandesi    | 1:05.12      | 3            | 8            |                       |
| 62   | Jehaad Alhenidi              | Giordania           | 1:05.14      | 3            | 5            |                       |
| 63   | Nazih Mezayek                | Giordania           | 1:05.50      | 3            | 3            |                       |
| 64   | Arturo Alejandro Montilla    | Rep. Dominicana     | 1:05.66      | 5            | 1            |                       |
| 65   | Mohamed Jasim                | Emirati Arabi Uniti | 1:06.20      | 4            | 1            |                       |
| 66   | Wael Koubrousli              | Libano              | 1:06.33      | 4            | 4            |                       |
| 67   | Kit Chou                     | Macao               | 1:06.38      | 3            | 4            |                       |
| 68   | Maximilian Siedentopf        | Namibia             | 1:06.71      | 3            | 2            |                       |
| 69   | Daniel Galea                 | Malta               | 1:06.93      | 2            | 4            |                       |
| 70   | Erik Rajohnson               | Madagascar          | 1:07.19      | 3            | 1            |                       |
| 71   | Damir Davletbaev             | Kirghizistan        | 1:07.81      | 3            | 7            |                       |
| 72   | Ahmed Atari                  | Qatar               | 1:08.71      | 1            | 4            |                       |
| 73   | Ronaldo Rodrigues            | Guyana              | 1:10.02      | 2            | 3            |                       |
| 74   | Hemra Nurmuradov             | Turkmenistan        | 1:10.23      | 2            | 5            |                       |
| 75   | Jurgen Fici                  | Albania             | 1:13.35      | 2            | 2            |                       |
| 76   | Shailesh Shumsher J.B. Rana  | Nepal               | 1:14.09      | 2            | 6            |                       |
| 77   | Adama Ouedraogo              | Burkina Faso        | 1:14.39      | 1            | 6            |                       |
| 78   | Mamadou Fofana               | Mali                | 1:15.04      | 1            | 3            |                       |
| 79   | Ron Albert Roucou            | Seychelles          | 1:17.30      | 2            | 7            |                       |
| 80   | Daisuke, Ronald Ssegwanyi    | Uganda              | 1:19.25      | 2            | 1            |                       |
| 81   | Adam David Kitururu          | Tanzania            | 1:21.88      | 2            | 8            |                       |
|      | Md. Shahjahan Ali Ali        | Bangladesh          | non partito  | non partito  | non partito  | non partito           |
|      | Robin Van Aggele             | Paesi Bassi         | non partito  | non partito  | non partito  | non partito           |
|      | Caba Siladji                 | Serbia              | squalificato | squalificato | squalificato | squalificato          |
|      | Henrique Barbosa             | Brasile             | squalificato | squalificato | squalificato | squalificato          |

## Semifinali
| Pos. | Atleta                | Nazionalità | Tempo | Batteria | Corsia | Note                  |
| ---- | --------------------- | ----------- | ----- | -------- | ------ | --------------------- |
| 1    | Mihail Alexandrov     | Stati Uniti | 57.18 | 2        | 5      | Record dei campionati |
| 2    | Felipe França         | Brasile     | 57.19 | 2        | 2      |                       |
| 2    | Cameron van der Burgh | Sudafrica   | 57.19 | 2        | 7      |                       |
| 4    | Fabio Scozzoli        | Italia      | 57.35 | 2        | 4      |                       |
| 5    | Dániel Gyurta         | Ungheria    | 57.84 | 2        | 3      |                       |
| 6    | Naoya Tomita          | Giappone    | 57.97 | 2        | 6      |                       |
| 7    | Vladislav Polyakov    | Kazakistan  | 58.34 | 1        | 4      |                       |
| 8    | Brenton Rickard       | Australia   | 58.37 | 1        | 2      |                       |
| 8    | Shuai Wang            | Cina        | 58.37 | 2        | 8      |                       |
| 10   | Hugues Duboscq        | Francia     | 58.46 | 1        | 3      |                       |
| 11   | Mark Gangloff         | Stati Uniti | 58.48 | 1        | 5      |                       |
| 12   | Paul Kornfeld         | Canada      | 58.58 | 1        | 1      |                       |
| 13   | Stanislav Lakhtyukhov | Russia      | 58.61 | 1        | 6      |                       |
| 14   | Giedrius Titenis      | Lituania    | 58.72 | 1        | 8      |                       |
| 15   | Lennart Stekelenburg  | Paesi Bassi | 58.85 | 2        | 1      |                       |
| 16   | Christian Sprenger    | Australia   | 59.21 | 1        | 7      |                       |

### Spareggio
| Pos. | Atleta          | Nazionalità | Tempo | Corsia | Note |
| ---- | --------------- | ----------- | ----- | ------ | ---- |
| 1    | Brenton Rickard | Australia   | 27.58 | 4      |      |
| 2    | Shuai Wang      | Cina        | 27.91 | 5      |      |

## Finale
| Pos. | Atleta                | Nazionalità | Tempo        | Corsia       | Note                  |
| ---- | --------------------- | ----------- | ------------ | ------------ | --------------------- |
|      | Cameron van der Burgh | Sudafrica   | 56.80        | 3            | Record dei campionati |
|      | Fabio Scozzoli        | Italia      | 57.13        | 6            |                       |
|      | Felipe França         | Brasile     | 57.39        | 5            |                       |
| 4    | Mihail Alexandrov     | Stati Uniti | 57.42        | 4            |                       |
| 5    | Brenton Rickard       | Australia   | 57.79        | 8            |                       |
| 6    | Dániel Gyurta         | Ungheria    | 58.16        | 2            |                       |
| 7    | Vladislav Polyakov    | Kazakistan  | 58.66        | 1            |                       |
|      | Naoya Tomita          | Giappone    | squalificato | squalificato | squalificato          |